# 东海道五十三次 (游戏)
《东海道五十三次》是一款由Sun电子公司制作的横向卷轴动作游戏。游戏于1986年7月3日在日本地区FC游戏机发行。
玩家的角色是一个烟花生产商卡诺太郎。他完成了在京都的训练并且返回寻求到他的未婚妻，住在江户的桃子赞。然而，恶毒的商人刚左卫门想要在窃取卡诺生产烟花的秘密。他召唤他的亲信在他通过东海道的路线上骚扰他，卡诺太郎必须通过投掷手榴弹烟花的方式击退敌人。其中有些敌人不受手榴弹影响，卡诺只能通过将手榴弹插在地上爆炸来击败敌人。